# 秦良
| 姓名         | 秦良             |
| 出身地       | -                |
| 職官         | 将（曹真の副将） |
| 陣営・所属等 | 曹叡             |
| 家族・一族   | -                |

秦 良（しん りょう）は、中国の通俗歴史小説『三国志演義』に登場する架空の武将。
魏の曹真の副将として、『演義』第100回に登場。司馬懿と曹真が蜀軍の出現を巡って賭けを行い、曹真が祁山の西の斜谷口に布陣すると、秦良もこれに従う。しばらくして、谷の中に蜀軍が出現したとの報告があったため、秦良は5千の兵を授かって偵察に赴く。すると、蜀軍が伏兵を繰り出して秦良軍を包囲・攻撃し、秦良は必死に防戦したが、蜀将廖化の薙刀に斬って落とされてしまう。この後、蜀軍は秦良軍の兵士に仮装して、曹真を急襲し、これを大いに撃破している。